# Shabanovskoye
Shabanovskoye (del ruso: Шабановское) es un selo del raión de Séverskaya del krai de Krasnodar, en Rusia. Está situado en el borde septentrional del Cáucaso, a orillas del Shebsh, afluente del Afips, de la cuenca del Kubán, 33 km al sur de Séverskaya y 56 km al suroeste de Krasnodar. Tenía 340 habitantes en 2010.
Es cabeza del municipio Shabanovskoye, al que pertenece asimismo Tjamaja. El municipio contaba en total con 557 habitantes.